# Instytut Spraw Obywatelskich
Instytut Spraw Obywatelskich – pozarządowa organizacją non-profit o charterze lewicowym oraz alterglobalistycznym. Posiada spory segment publicystyczny oraz tworzy własne inicjatywy obywatelskie. Od 2020 r. organizacja wydaje Tygodnik Spraw Obywatelskich.

## Działalność
Instytut Spraw Obywatelskich specjalizuje się w prowadzeniu kampanii obywatelskich.

### Tiry na tory
Cele kampanii:
- działania na rzecz przeniesienia towarów przewożonych TIR-ami przez Polskę z dróg na kolej (tranzyt),
- wprowadzenie polityki transportowej przyjaznej ludziom i środowisku.

Osiągnięcia kampanii:
W 2011 r. na zlecenie Instytutu przeprowadzono badanie opinii publicznej. Już wtedy 87% badanych popierało ideę „Tiry na tory”.
Z inicjatywy kampanii, Minister Transportu powołał w 2012 r. Radę ds. Transportu Intermodalnego.

### Wolne od GMO? Chcę wiedzieć!
Cele kampanii:
- wprowadzenie zakazu stosowania glifosatu w Polsce,
- działania na rzecz bezpiecznej żywności bez GMO, antybiotyków i pestycydów.

Osiągnięcia kampanii:
Za sprawą działań Instytutu ustawa o oznakowaniu żywności wolnej od GMO weszła w życie w 2020 r.
Dzięki interwencji Instytutu Trybunał Sprawiedliwości Unii Europejskiej nakazał Polsce prowadzenie monitoringu lokalizacji upraw z GMO oraz upublicznienie tej informacji.

### Lepszy transport
Cele kampanii:
- wprowadzenie rozwiązań przyjaznych dla pieszych oraz pasażerów komunikacji publicznej i kolei,
- zwiększanie świadomości na temat zagrożeń ze strony smogu samochodowego (PM1).

Osiągnięcia kampanii:
Ministerstwo Infrastruktury wprowadziło postulowane przez Instytut zmiany do projektu ustawy o Funduszu rozwoju przewozów autobusowych o charakterze użyteczności publicznej (tzw. ustawa PKS-owa).
Przeprowadzenie certyfikacji polityki rowerowej miasta Gdyni według metodologii Bicycle Policy Audit (BYPAD).

### Centrum KLUCZ
Cele kampanii:
- wspieranie organizacji pozarządowych w ich działalności poprzez m.in. doradztwo prawne, marketingowe i księgowe,
- tworzenie rozwiązań systemowych wzmacniających sektor pozarządowy, np. zmiany w mechanizmie 1% podatku PIT oraz wprowadzenie 1% CIT dla organizacji pożytku publicznego.

Osiągnięcia kampanii:
Instytut posiada akredytację Ośrodka Wsparcia Ekonomii Społecznej Wysokiej Jakości nadawaną przez Ministra Pracy i Polityki Społecznej.
W latach 2012–2020 Centrum KLUCZ utworzyło ponad 150 miejsc pracy w przedsiębiorstwach społecznych.
W 2017 r. Centrum doprowadziło do zmiany prawa, dzięki któremu emeryci i renciści mogą łatwiej przekazać 1% podatku dochodowego organizacjom pożytku publicznego.

### Centrum Wspierania Rad Pracowników
Cele kampanii:
- wzmacnianie rad pracowników poprzez szkolenia i doradztwa,
- działania na rzecz nowelizacji ustawy o informowaniu pracowników i przeprowadzaniu z nimi konsultacji,
- kształtowanie kultury dialogu społecznego w zakładach pracy.

Osiągnięcia kampanii:
Centrum przygotowało projekt nowelizacji ustawy o radach pracowników na bazie ogólnopolskich konsultacji społecznych.
W 2016 r. zorganizowano I Ogólnopolskie Forum Rad Pracowników, w którym wzięło udział ponad 150 uczestników. Trzy lata później odbyła się kolejna edycja.

### Dom to praca
Cel kampanii:
- zwiększanie świadomości Polek i Polaków na temat wartości nieodpłatnej pracy domowej.
- zmiana prawa pozwalająca dorabiać opiekunom osób niepełnosprawnych

Osiągnięcia kampanii:
Realizacja założenia kampanii w ustawie o rodzicielskim świadczeniu uzupełniającym „Mama 4 plus”. Ustawa przewiduje, że matki, które urodziły i wychowały przynajmniej czworo dzieci, będą miały prawo do minimalnej emerytury.

### Kuźnia Kampanierów
Cel kampanii:
- formowanie, sieciowanie i wzmacnianie społeczników, którzy prowadzą kampanie obywatelskie.

Osiągnięcia kampanii:
Współorganizacja Kongresów Kuźni Kampanierów, na których wręczono statuetki w trzech kategoriach: Kampanier Roku, Lokalna kampania obywatelska oraz Ogólnopolska kampania obywatelska.

### Obywatele Kontrolują
Cel kampanii:
- kontrolowanie wdrażania technologii, np. wydobycia gazu łupkowego, promieniowania elektromagnetycznego;
- monitorowanie działalności korporacji z sektora chemiczno-farmaceutycznego.

Osiągnięcia kampanii:
Kampania przeciwko wydobyciu gazu łupkowego w Polsce przyczyniła się do zwiększenia świadomości na temat zagrożeń, jakie wiążą się z procesem poszukiwania i wydobywania gazu łupkowego. W 2015 r. korporacja Chevron wycofała się z poszukiwań i eksploatacji gazu z łupków w Polsce, m.in. dzięki działaniom Instytutu.
W 2019 r. zebrano blisko 3500 podpisów pod petycją do ministra zdrowia przeciwko podnoszeniu limitów promieniowania elektromagnetycznego (tzw. elektrosmogu) z 7V/m do 61V/m dla nadajników telefonii komórkowej.

### Regionalny Ośrodek Debaty Międzynarodowej
Cel kampanii:
- przybliżanie mieszkańcom regionu łódzkiego zagadnień geopolityki i spraw międzynarodowych, w tym polskiej polityki zagranicznej.

Osiągnięcia kampanii:
Inicjowanie debat o sprawach międzynarodowych i polskiej polityce zagranicznej. Dotychczas udział w wydarzeniach wzięli przedstawiciele administracji rządowej i samorządowej, eksperci, publicyści i analitycy, przedstawiciele organizacji pozarządowych, m.in. prof. Andrzej Zybertowicz, prof. Piotr Gliński, dr Jacek Bartosiak, Radosław Pyffel.
Zorganizowanie I edycji Forum Geopolitycznego, które zgromadziło m.in. Michała Lubinę, Bartłomieja Radziejewskiego, Leszka Sykulskiego, Grzegorza Lindenberga oraz Radosława Pyffela.

### Rewolucja energetyczna
Cel kampanii:
- promowanie innowacji energetycznych opartych na lokalnych, zrównoważonych i odnawialnych źródłach energii;
- sprzeciw wobec pozyskiwania energii elektrycznej i cieplnej ze spalania biomasy.

Osiągnięcia kampanii:
Z inicjatywy Instytutu Spraw Obywatelskich powstał „List otwarty naukowców dotyczący zrównoważonego wykorzystania biomasy leśnej w produkcji energii” opublikowany z końcem 2019 r.
Współorganizacja Marszu dla Klimatu podczas szczytu klimatycznego COP 24 w Katowicach.
Instytut został wymieniony jako jedna z pięciu organizacji pozarządowych, które przedstawiły uwagi w procesie publicznych konsultacji „Krajowego planu na rzecz energii i klimatu na lata 2021–2030” (KPEiK str. 5), złożonego do Komisji Europejskiej.

### Obywatele decydują
Cel kampanii:
- wzmacnianie demokracji uczestniczącej, w której obywatele decydują częściej niż raz na cztery lata (obywatelskie ustawy i uchwały, referenda, panele obywatelskie).

Osiągnięcia kampanii:
15 000 osób rozliczyło polityków z obietnic wyborczych, biorąc udział w akcji „Dość olewania” z udziałem aktorki Julii Kamińskiej.
Przekazanie Prezydentowi RP Andrzejowi Dudzie ponad 223 000 podpisów pod petycją ws. wprowadzenia ułatwień dla obywatelskich ustaw.
Usprawnienie obywatelskiej inicjatywy uchwałodawczej w Łodzi. Zajęło to 5 lat.

## Rada programowa
- José Bové,
- Magda Doliwa-Górska,
- Katarzyna Lisowska,
- Bernard Margueritte,
- Maciej Muskat,
- Marcin Popkiewicz,
- Zygmunt Szczęsny-Górski,
- Jacek Wesołowski,
- Andrzej Zybała

## Publikacje
Publikacje wydane przez Instytut

### Raporty
m.in. Polityka transportowa (2008/2009); GMO – z czym to się je? (2008/2009); Tiry na tory – towary na kolej (2010); Kobiety pracujące w domu o sobie (2011); Znakowanie żywności wolnej od GMO – propozycja dla Polski (2015); Tylko jeden, a procentuje. Raport na temat mechanizmu 1% podatku dochodowego (2015); Konstytucja dla obywateli (2015); 10 lat rad pracowników w Polsce. Co dalej? (2016); Odzyskajmy centra miast (2017); Czarna księga bioenergii (2019); Inicjatywa ustawodawcza obywateli (2020)

### Ekspertyzy
m.in. Single Transferable Vote (STV) (2015); Megaustawa 5G – Czy ta Księga rzeczywiście jest Biała? (2019); Rady pracowników (2020); 1% podatku od firm dla organizacji pożytku publicznego (2020)

### Poradniki
m.in. Tiry na tory – poradnik walczących społeczności (2012); Kuźnia Kampanierów – poradnik walczących społeczników (2013); Obywatele Kontrolują – poradnik walczących społeczności (2013); Obywatele decydują – poradnik działaczy obywatelskich (2014 i 2016); Centrum KLUCZ – poradnik dla prowadzących biznes społeczny (2014); Kuźnia Kampanierów 2 – poradnik walczących społeczników (2015); Kuźnia Kampanierów 3 – poradnik walczących społeczników (2019)

### Książki
Nowy Ustrój – Te Same Wartości (2011) Olaf Swolkień; Miasto w ruchu. Dobre praktyki w organizowaniu transportu miejskiego (2008) Jacek Wesołowski; Świat według Monsanto (polskie wydanie 2009) Marie-Monique Robin; Jak wygrywać kampanie – komunikacja dla zmian (polskie wydanie 2012) Chris Rose.

### Gazety
Aktywność Obywatelska, Peryskop (biuletyn dla Rad pracowników), Miasto w ruchu

## Kontrowersje
Instytut jest związany ze środowiskiem antyszczepionkowym, denialistów pandemicznych oraz przeciwników 5G. Zabiera także głos na temat rzekomego wojskowego pochodzenia COVID-19